# Аргус
Аргус (старогрч. Άργος, Άργος Πανόπτης, Свевидећи Аргус) је створење из грчке митологије, син Аресторов. То је био див са очима по читавом телу, од којих је половина увек будна (отуд израз Аргусове очи за будне очи које све виде). Био је вешт стражар, јер би му у сваком тренутку само део очију спавао.
Аргус је био у служби богиње Хере. Један од његових подвига било је убиство чудовишта Ехидне, као услуг олимпијском пантеону.
Хера је Аргуса одредила да чува Зевсову милосницу Ију претворену у краву. Требао јој је неко ко има стотину очију, увек посматрајући у свим правцима, неко ко ће остати будан упркос томе што спава. На Зевсов наговор, бог Хермес, гласник олимпијских богова. Он је прерушен у пастира прво успавао Аргуса чаролијом, а потом му и одрубио главу. Хера је, по легенди, да би овековечила свог верног чувара пренела његове очи на паунов реп (паун је била њена света птица).
Аргус се помиње у фрази: „Аргусов вид“.
Постоји неколико топонима са овим именом у основи који се везују за простор античке Грчке. Рецимо: покрајина Арголида, град Арг.